# Ignaz Pauer
Ignaz Pauer (Waldegg, 1859. június 27. – Bécs, 1921. október 23.) osztrák író, újságíró.

## Élete
A bécsi piarista reálgimnáziumban tanult, ezután kereskedelmi iskolába ment. Tanulmányai befejezése után az egyik bécsi nagykereskedelmi vállalat eladója lett. Néhány évig itt dolgozott, majd ezt az állását feladta, s köztisztviselőként tevékenykedett tovább. Irodalmi munkássága elsősorban különböző szatirikus lapokba írott rövid, humoros írásokból, humoreszkekből áll, de néhány önálló kötetet is kiadott. A Fliegenden Blätter, az Illustrirte Familien-Zeitschrift és a Wiener Humor című lapokba írt. Írói álneve Ahasverus volt.

## Munkái
- Freda (komédia, év feltüntetése nélkül jelent meg a 19. század végén)
- Logische Consequenzen (1891)
- Die Hosen des Vaters (1892)